# Dos Pozos (Chubut)
Dos Pozos era una localidad argentina ubicada  en el departamento Florentino Ameghino, provincia del Chubut. Está ubicada en el km 234 de la Ruta Provincial 1 a 27 km de la Reserva Faunística de Punta Tombo (localizada en el sitio denominado "El Bajo de Dos Pozos") y a 11 km del empalme con la Ruta Provincial 75. Casi en frente de la antigua Estafeta Postal, se halla la Estancia La Antonieta, donde se realizan excursiones en este poblado y los alrededores.

## Toponimia
El nombre de la localidad se debe a dos excavaciones que se realizaron en las cercanías del lugar para encontrar agua dulce, debido a la aridez de la zona.La búsqueda tuvo dos intentos con la primera excavación no se logró encontrar agua. Sin embargo, la perseverancia de los colonos llevó a realizar un segundo pozo en la zona de bajo, en el que se finalmente se dio con la napa de agua dulce que representa la mayor reserva existente en la zona. Es por esta razón que la localidad fue bautizada Dos Pozos.

## Historia
En 1899, se construyó la estafeta de Correos y Telégrafos, inaugurándose en 1900 como extensión de la línea telegráfica que unía General Conesa (Provincia de Río Negro) con Cabo Vírgenes (Santa Cruz) entre los años 1899 y 1903. Al realizarse esta obra se crearon gran cantidad de poblados a lo largo de la costa patagónica, algunos como Caleta Olivia, por ejemplo, pudieron desarrollarse, otros como Mazaredo, Bahía Laura y Dos Pozos no pudieron crecer y finalmente fueron abandonados.
El paraje fue un centro de servicios y un punto de reunión y de comunicación importante para los habitantes de las estancias cercanas. También, otro de motivo de la desaparición del lugar fue el cambio de trazado de la Ruta Nacional 3, con el objetivo de acortar las distancias entre Trelew y Comodoro Rivadavia, que también afectó al poblado de Cabo Raso, distante a unos 60 km. En 2008, se creó una fundación para restaurar y recuperar el sitio como museo y Patrimonio Cultural.
Actualmente lo que fuera el asentamiento está dentro de la estancia La Antonieta. Su propietaria, Graciela Morelli se ha comprometido a ceder 10 hectáreas linderas a la misma, donde la fundación tendrá su sede oficial. En tanto, del poblado solo prevalece en ruinas el edificio de la antigua estafeta de Correos y Telégrafos. El mismo intenta ser restaurado y recuperado por la fundación como museo y testimonio del desarrollo histórico, social y cultural de la zona. 